# Paseo del Valle de Hebrón

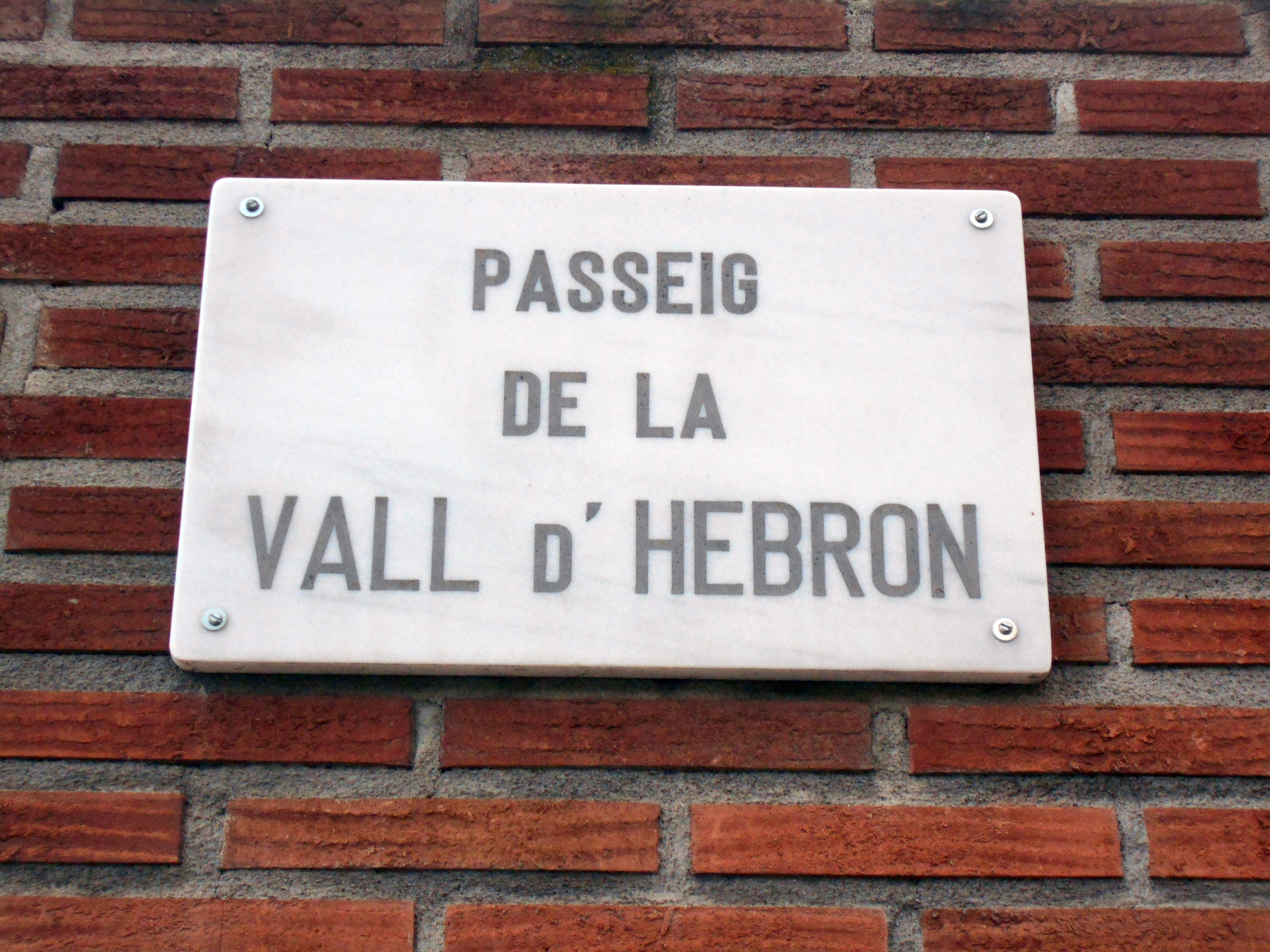
Paseo del Valle de Hebrón.

El paseo del Valle de Hebrón (passeig de la Vall d'Hebron, en catalán) es una calle de Barcelona, cerca de la sierra de Collserola, en los distritos de Gracia y Horta-Guinardó. Su trazado, aprobado el 12 de junio de 1980, coincide con el de la Ronda de Dalt, que pasa soterrada y semisoterrada. Su nombre proviene del monasterio de San Jerónimo del Valle de Hebrón, que existió de 1313 a 1835 y que hospedó a los Reyes Católicos. 
Anteriormente un tramo de la calle recibió el nombre de Carretera de Cornellá a Fogás de Tordera.
Edificios destacados: Hospital Universitario Valle de Hebrón y Patronato Ribas. También alberga el parque del Valle de Hebrón.